# Antonella Zucchini

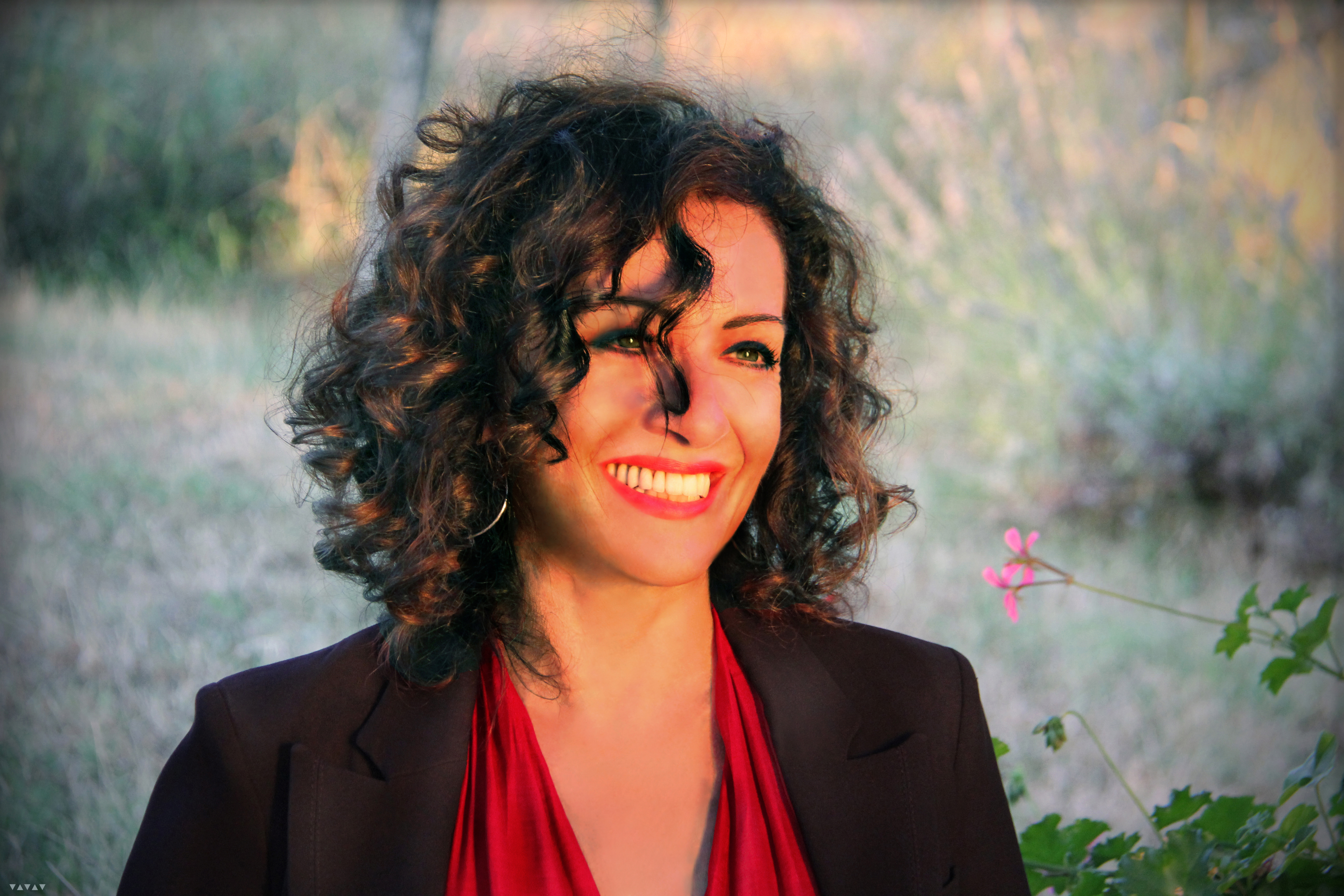
Antonella Zucchini

Antonella Zucchini (Molino del Piano, 28 settembre 1961) è una commediografa e scrittrice italiana.

## Biografia
Autrice di commedie in lingua fiorentina, nell'edizione del XXIV Premio Firenze (Sezione F - testi teatrali inediti) del 2006 le è stato attribuito il Fiorino d'oro per la commedia Missione da i' paradiso. La commedia viene pubblicata da Sassoscritto editore e inserita nell'archivio del Teatro della Pergola di Firenze.
Nel 2007 viene inserita nel portale culturale greco Koyinta, che si occupa di cinema e teatro, e le sue commedie vengono tradotte in greco.
Nel 2013 pubblica il primo romanzo Fiore di cappero, seguito nel 2016 da Tutto il resto vien da sé e, infine, La forma imperfetta delle nuvole nel 2018.
Nel 2014 Fiore di cappero si classifica terzo ex aequo per la Narrativa Edita alla XXXII Edizione del Premio Firenze.
Nel 2015, su iniziativa del Consolato generale d’Italia, presenta Fiore di cappero presso la Italian Bookshop di Londra – Regno Unito.
Nel 2017 presenta Tutto il resto vien da sé presso l’Istituto Italiano di Cultura di Bruxelles – Belgio.

## Opere

### Commedie in lingua fiorentina
- L'eredità di' zio Egisto, 1993.
- La speranza l'è l'ultima a morire, 1994.
- I' terno a i' lotto, 1995.
- Missione da i' paradiso, 1996.
- I' nipote di' sor priore, 2007.
- Vacanze forzate, 2008.
- I' Pesce, 2009.
- La cucina sott'acqua, 2010.
- La panacea di tutti i mali, 2011.
- Veleno per topi, 2013.
- Un cappello pieno di bugie, 2015.
- Matrimonio con il morto, 2017.
- L'asso nella manica, 2019.
- Una questione delicata (madre certa, padre meno), 2022.

### Romanzi
- Fiore di cappero, Massarosa, Giovane Holden, 2013, ISBN 978-88-6396-362-5.
- Fiore di cappero, 2ª ed., Cinto Euganeo, Ciesse Edizioni, 2017, ISBN 978-88-6660-212-5.
- Tutto il resto vien da sé, Cinto Euganeo, Ciesse Edizioni, 2016, ISBN 978-88-6660-200-2.
- La forma imperfetta delle nuvole, collana Green, Cinto Euganeo, Ciesse Edizioni, 2018, ISBN 978-88-6660-262-0.
- Un paese addormentato, Lecce, Youcanprint, 2024, ISBN 979-12-2271-529-2.

### Altro
- Echi e figure (raccolta di memorie e ricordi di un gruppo di anziani), Edizioni Polistampa, 2000.
- Collaborazione a Il vero vohabolario del vernaholo fiorentino, Firenze, Romano Editore, 2011.
- Cuore Namibiano – soggetto e sceneggiatura del cortometraggio vincitore ex aequo alla II rassegna “A corto di donne” di Pozzuoli (Napoli). In finale anche al concorso Cortocinema di Campi Salentina (Lecce) e al Preturo Corto Festival dell'Aquila.
- Collaborazione a Le radici del nostro futuro. Molino del Piano si racconta (1880-1950), Lecce, Youcanprint, 2023, ammesso al VI Festival Internazionale di Public History (Lecce, 2023).

.